# Nhạc viện Sankt-Peterburg

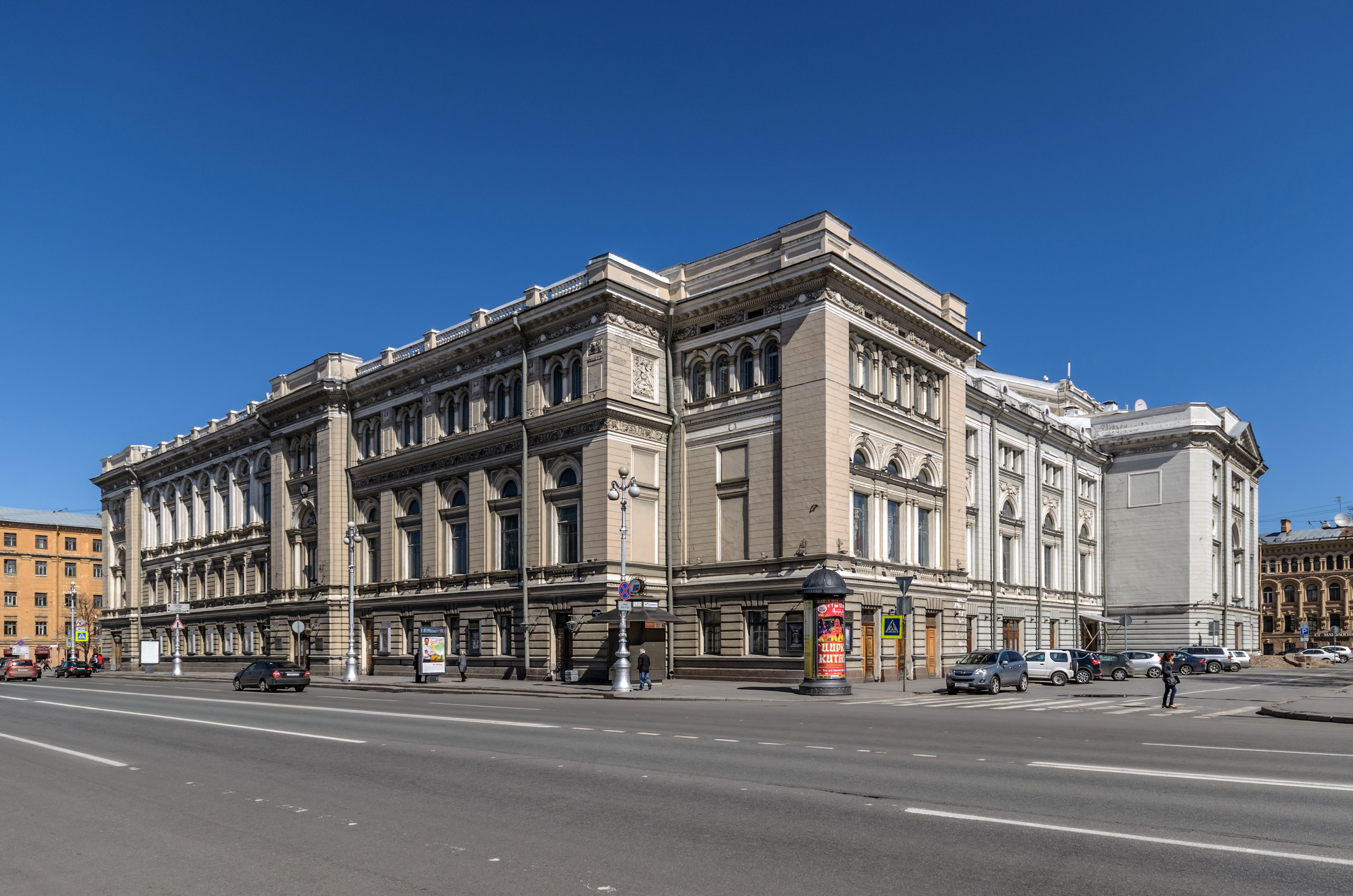
Nhạc viện Sank Peterburg, ảnh chụp năm 2013

Nhạc viện Quốc gia N. A. Rimsky-Korsakov Sankt-Peterburg (tiếng Nga: Санкт-Петербургская государственная консерватория имени Н. А. Римского-Корсакова) là một trường âm nhạc ở Sankt-Peterburg, Nga. Năm 2004, nhạc viện có khoảng 275 giảng viên và 1.400 sinh viên.

## Lịch sử
Nhạc viện được thành lập vào năm 1862 bởi Anton Rubinstein, một nghệ sĩ dương cầm người Nga và nhà soạn nhạc nổi tiếng. Khi từ chức vào năm 1867, ông được kế nhiệm bởi Nikolai Zaremba. Nikolai Rimsky-Korsakov được bổ nhiệm làm giáo sư năm 1871, và Nhạc viện đã lấy tên ông từ năm 1944. Năm 1887, Rubinstein trở lại Nhạc viện với mục tiêu cải thiện các tiêu chuẩn tổng thể. Ông sửa đổi chương trình giảng dạy, trục xuất học sinh kém, sa thải và giáng chức nhiều giáo sư, và yêu cầu tuyển sinh và kiểm tra nghiêm ngặt hơn. Năm 1891, ông từ chức một lần nữa do yêu cầu Hoàng gia về hạn ngạch chủng tộc.
Tòa nhà hiện tại được xây dựng vào những năm 1890 trên trang nền của Nhà hát Bolshoi cũ của Sankt-Peterburg, và nơi đây vẫn bảo tồn cầu thang và sảnh lớn của nó. Khi thành phố đổi tên vào thế kỷ 20, Nhạc viện đã được đổi tên thành Nhạc viện Petrograd (Петроградская консерватория) và Nhạc viện Leningrad (Ленинградская консерватория).
Các cựu sinh viên của trường bao gồm các nhà soạn nhạc nổi tiếng như Pyotr Tchaikovsky, Sergei Prokofiev, Artur Kapp, và Rudolf Tobias và Dmitri Shostakovich, người đã dạy tại Nhạc viện trong những năm 1960, mang lại thêm danh tiếng cho Nhạc viện. Trong số các học trò của nhạc viện thì có German Okunev và Boris Tishchenko là xuất chúng.
Nhà soạn nhạc Nikolai Rimsky-Korsakov giảng dạy tại Nhạc Viện trong gần bốn mươi năm, ông nay có tượng đài bằng đồng nằm bên ngoài tòa nhà ở Quảng trường Nhà hát.
Nhạc sĩ trẻ nhất từng được nhận vào Nhạc viện là nghệ sĩ violin bốn tuổi Clara Rockmore, người sau này trở thành một trong những nhạc công ưu tú hàng đầu thế giới.

## Giám đốc và hiệu trưởng
- Anton Rubinstein (1862-1867 và 1887-1891)
- Nikolai Zaremba (1867-1871)
- Mikhail Azanchevsky (1871-1876)
- Karl Davydov (1876-1887)
- Yuli Johansen (1891-1897)
- Auguste Carlos (1897-1905)
- Alexander Glazunov (1905-1928) (chính thức 1930) – hiệu trưởng
- A. Mashirov (1930-1933)
- Veniamin Buchstein (1935-1936)
- Boris peter wang (1936-1939) – hiệu trưởng
- Pavel Serebryakov (1939-1952, 1962-1977)
- Yuri Briushkov (1952-1962)
- Yuri Bolshiyanov (Tiên 1977-1979)
- Năm Chernushenko (1979-2002)
- Sergei Roldugin (2002-2004)
- Alexander Chaikovsky (2004-2008)
- Sergei Stadler (2008-2011)
- Mikhail Gantvarg (Năm 2011-Năm 2015)
- Aleksey Vasilyev (kể từ năm 2015)

## Giảng viên đáng chú ý
| - Boris Abalyan (chỉ huy dàn nhạc) - Alla Aranovskaya (violin) - Leopold Auer (violin) - Vladimir Bakaleinikov (viola) - Louis Brassin (piano) - Isaiah Braudo (organ) - Anastasia Braudo (organ) - Vitaly Buyanovsky (kèn cor Pháp) - Vladimir N Drozdoff (piano) - Georgiy Ginovker (cello, nhạc thính phòng) - Edouard Grikurov (chỉ huy dàn nhạc) - Artur Lemba (piano) - Theodor Leschetizky (piano) - Nikolai Malko (conducting) - Ilya Musin (chỉ huy dàn nhạc) - Leonid Nikolayev (piano) | - Cesare Pugni (violin, đối âm, Sáng tác) - Nikolai Rimsky-Korsakov (Sáng tác, Hòa âm) - Anton Rubinstein (piano, lịch sử văn của piano) - Nikolai Tcherepnin (chỉ huy dàn nhạc) - Boris Tischenko (Sáng tác) - Dmitri Shostakovich (Sáng tác) - Sergei Slonimsky (Sáng tác) - Aleksandr Verzhbilovich (cello) - Zino Vinnikov (violin) - Jāzeps Vītols (Sáng tác) - Hieronymus Weickmann (viola) - Henryk Wieniawski (violin) - Alexander Winkler (piano) - Anna Yesipova (piano) - Nikolai Zaremba (Sáng tác, Phối khí) - Anatoly Zatin (Sáng tác, Hòa âm, nhạc thính phòng) - Leah Zelikhman (piano) |

## Cựu học viên đáng chú ý
| - George Balanchine – biên đạo múa - Alexander Barantschik - violin - Alexander K. Borovsky – nghệ sĩ dương cầm - Anastasia Braudo - nghệ sĩ organ - Richard Burgin – nghệ sĩ violin, nhạc trưởng - Semyon Bychkov - Nhạc sĩ - Leonid Desyatnikov – Nhạc sĩ - Peter Chernobrivets – Nhạc sĩ, âm nhạc học - Sergei Diaghilev – impresario - Sandra Drouker - nghệ sĩ dương cầm - Vladimir N Drozdoff - Nhạc sĩ, nghệ sĩ dương cầm - Heino Eller – Nhạc sĩ - Gagik Gaboyan – nghệ sĩ bassoon - Valery Gergiev – nhạc trưởng - Anna Goryachova - ca sĩ opera - Jascha Heifetz – nghệ sĩ violin - Andrej Hoteev – pianist - Alexander Ilyinsky - Mariss Jansons – Nhạc trưởng - Alfrēds Kalniņš – nhạc sĩ, nghệ sĩ organ - Artur Kapp – nhạc sĩ - Yuri Khanon – nhạc sĩ, biên kịch, người đoạt giải European Film Awards. - Eduard Khil – ca sĩ - Gustav Kross - nghệ sĩ piano - Aleksandra Kroutikova – ca sĩ - Miroslav Kultyshev - Nadine Koutcher – ca sĩ opera - Eugene Levinson - Double bassist - Anatoly Lyadov - Sasha Mäkilä – Nhạc trưởng Hà Lan - Witold Maliszewski - Nathan Milstein – nghệ sĩ Violin | - Anna Netrebko - ca sĩ opera - Nevsky String Quartet - Nikolai Obukhov – nhạc sĩ - Leo Ornstein – nhạc sĩ - Sergei Prokofiev – nhạc sĩ - Gal Rasche - nghệ sĩ dương cầm - Nadia Reisenberg - nghệ sĩ dương cầm - Clara Rockmore - Don Shirley - nghệ sĩ dương cầm, phiên nhạc, nhạc sĩ - Dmitri Shostakovich – nhạc sĩ - Vladimir Sofronitsky – nghệ sĩ dương cầm - Grigory Sokolov – nghệ sĩ dương cầm - Pyotr Ilyich Tchaikovsky – nhạc sĩ - Yuri Temirkanov – nhạc trưởng - Dimitri Tiomkin – nghệ sĩ dương cầm, nhạc sĩ - Zino Vinnikov – nghệ sĩ violin - Solomon Volkov – nhà âm nhạc học - Ivan Yershov – singer - Anna Yesipova – nghệ sĩ dương cầm - Mikhail Youdin – nhạc sĩ - Maria Yudina – nghệ sĩ dương cầm - Zagursky Svjatoslav - nghệ sĩ cello - David Serero - ca sĩ opera - Anatoly Zatin - nhạc sĩ, nghệ sĩ dương cầm, nhạc trưởng - Valery Zhelobinsky – nghệ sĩ dương cầm, nhạc sĩ - Efrem Zimbalist - nghệ sĩ violin - Trần Quý - Nhà soạn nhạc, nhạc trưởng CHXHCN Việt Nam |  |

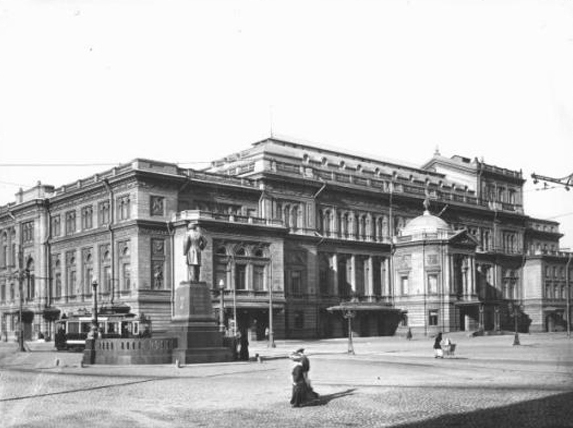
Quảng trường nhà hát và nhạc viện, chụp vào năm 1913